# Японська асоціація звукозаписувальних компаній
Японська асоціація звукозаписувальних компаній (яп. 日本レコード協会, англ. Recording Industry Association of Japan) — це організація, що була заснована в 1942 році з метою представлення японської музичної індустрії. Спершу асоціація носила назву «Японська культурна асоціація фонограмних платівок» (англ. Japan Phonogram Record Cultural Association), однак в квітні 1969 році отримала сучасну назву.
Японська асоціація звукозаписувальних компаній, крім представлення музичної індустрії, також задіяна в просуванні музичних творів і створенні нового попиту, посиленні захисту авторського права, проведенні дослідження в галузі тощо. Також асоціація нагороджує альбоми і сингли в Японії сертифікатами за категоріями як золото, платина, мільйон тощо.

## Історія
30 квітня 1942 року створення асоціації під назвою «Японська культурна асоціація фонограмних платівок» (англ. Japan Phonogram Record Cultural Association). З липні 1956 року  починає виходити щомісячний періодичне видання під назвою «The Record». У березні 1957 році асоціація стає Японською національною групою в організації IFPI, а листопаді того року впроваджує День запису і проводить перший звукозаписувальний фестиваль. 
У квітні 1969 року асоціація отримує сучасну назву. У червні 1985 року асоціацією було узгоджено резолюцію щодо орендування платівок. У березні 1987 року вперше проведена Премія Japan Gold Disc, а вересні того року було засновано Nihon Record Fukyu. У березні 1989 року асоціація почала нагороджувати альбоми сертифікацією за категоріями золото, платин, мільйон тощо. 
У березні 1993 року асоціація стає членом SARAH, а квітні того року засновує «Фонд реклами музичної індустрії та культури» (англ. Foundation for Promotion of Music Industry and Culture). У березні 1999 року стає членом SARVH, а в жовтні того року асоціація проводить «Форум азійського/тихоокеанського регіонального авторського права та нових технологій» (англ. Asia/Pacific Regional Copyright and New Technology Forum). У 2010 році асоціація стає Генеральною інкорпорованою асоціацією (англ. General Incorporated Association).

## Сертифікація RIAJ
З 1989 року Японська асоціація звукозаписувальних компаній запускає сертифікацію музичних творів, що виходять на фізичних носіях, за кількістю проданих копій. В 2003 році асоціація проводить уніфікацію критерії сертифікації для різних ринків і формує сучасні умови сертифікації.
| Умови для нагород | Умови для нагород | Умови для нагород | Умови для нагород | Умови для нагород | Умови для нагород |
| Золото            | Платина           | 2× Платина        | 3× Платина        | Мільйон           | Мултимільйони     |
| ----------------- | ----------------- | ----------------- | ----------------- | ----------------- | ----------------- |
| 100 000           | 250 000           | 500 000           | 750 000           | 1 000             | 2 000 000+        |

### Старі критерії (до червня 2003)
Старі критерії сертифікування існували до червня 2003 року, а з червня асоціація вирішили уніфікувати критерії сертифікації та додала сертифікацію музичних кліпів.
| Умови для нагород | Умови для нагород | Умови для нагород | Умови для нагород | Умови для нагород | Умови для нагород | Умови для нагород | Умови для нагород | Умови для нагород |
| Формат            | Ринок             | Золото            | Платина           | 2× Платина        | Мільйон           | 3× Платина        | 4× Платина        | 2 Мільйони        |
| ----------------- | ----------------- | ----------------- | ----------------- | ----------------- | ----------------- | ----------------- | ----------------- | ----------------- |
| Альбом            | Японський         | 200 000           | 400 000           | 800 000           | 1 000             | 1 200 000         | 1 600 000         | 2 000             |
| Альбом            | Міжнародний       | 100 000           | 200 000           | 400 000           | 1 000             | 600 000           | 800 000           | —                 |
| Сингл             | Японський         | 200 000           | 400 000           | 800 000           | 1 000             | 1 200 000         | 1 600 000         | 2 000             |
| Сингл             | Міжнародний       | 50 000            | 100 000           | 200 000           | 1 000             | 300 000           | 400 000           | —                 |

### Цифрова сертифікації
З серпня 2006 року асоціація почала проводити сертифікацію музичних творів на основі їхніх цифрових завантажень. До 2013 року критерії сертифікації включали такі категорії як Чяка-ута (R) (яп. 着うた, рингтон), Повна Чяка-ута (R) (яп. 着うた, повнометражний рингтон) та розповсюдження через ПК (яп. PC配信) (альбоми та сингли), однак з січня 2014 року категорії Повна Чяка-ута (R) та розповсюдження через ПК були об'єднанні в категорії сингл. 
| Умови для нагород | Умови для нагород | Умови для нагород | Умови для нагород | Умови для нагород | Умови для нагород | Умови для нагород |
| Формат            | Золото            | Платина           | 2× Платина        | 3× Платина        | Мільйон           | 2 Мільйони        |
| ----------------- | ----------------- | ----------------- | ----------------- | ----------------- | ----------------- | ----------------- |
| Чяку-ута (R)      | —                 | —                 | 500 000           | 750 000           | 1 000             | 2 000             |
| Альбом            | 100 000           | 250 000           | 500 000           | 750 000           | 1 000             | 2 000             |
| Сингл             | 100 000           | 250 000           | 500 000           | 750 000           | 1 000             | 2 000             |

### Сертифікація за потокове відтворення
З квітня 2020 року асоціація почала проводити сертифікацію музичних творів за кількістю їхнього потокового відтворення, наприклад , на таких платформах як Spotify, Apple Music тощо.
| 30 000 | 50 000 | 100 000 | 500 000 |

## Члени
Станом на серпень 2021 року членами «Японська асоціація звукозаписувальних компаній» є наступні компанії:
- компанії, що є членами: Nippon Columbia, JVCKenwood Victor Entertainment, King Records, Teichiku Entertainment, Universal Music Group, Nippon Crown, Tokuma Japan Communications, Sony Music Labels, Pony Canyon, Warner Music Japan, VAP, Being Inc., Avex Entertainment, For Life Music Entertainment Inc., Yamaha Music Communications, Dreamusic, Yoshimoto Music, Bandai Namco Arts;
- пов'язані компанії: NBCUniversal Entertainment Japan, Pryaid Records, Johnny's Entertainment, LD&K Records, Konami Digital Entertainment, J Storm, Venus Records, HATS Unlimited, Naxos Records, A-Sketch Inc., Village Again Association; Space Shower Networks, Warner Music Japan, Rambling Records, Toho Co., Ltd., SDR, Inc., KISS Entertainment Inc., croix Co.,Ltd., P-VINE, Inc., Toy's Factory Inc.;
- допоміжні члени: Aniplex, T-Toc Records, Ward Records, Free Board, Holiday Japan, TV Asahi Music, NPPDevelop, A-force Entertainment, Kino Music, S-Pro Entertaiment Inc., Johnny's Music Company Inc., Be Bee Next Co., Ltd., King Records International, Bellwood Records, Sony Music Entertainment Japan, Sony Music Direct, Sony Music Solutions Inc., Avex Digital, FlyingDog, Inc., Sony Music Artists Inc., Columbia Marketing Co., Ltd., Avex Pictures Inc., Jiji Inc.

## Виноски
1. 1 2  Сертифікація вище за два мільйона відбувається за кожен наступний мільйон.
2. 1 2  Сертифікація вище за мільйон відбувається за кожен наступний мільйон.